# Cento di questi anni
Cento di questi anni è un film istituzionale diretto dal regista Corrado Farina.

## La premessa
Il centenario del Cinema viene celebrato nel mondo tra il 1994 e il 1995, impegnando tutte le principali Nazioni europee. Per quanto riguarda l'Italia, il Presidente della Repubblica Oscar Luigi Scalfaro concede cento onorificenze a cento protagonisti del mondo del cinema italiano non già insigniti in precedenza, nel corso di una cerimonia al Teatro dell'Opera di Roma in cui viene proiettato un documentario su Anna Magnani prodotto dal Dipartimento Informazione e Editoria della Presidenza del Consiglio. Lo stesso Dipartimento, diretto all'epoca da Stefano Rolando, produce anche un secondo documentario, dedicato alla storia del Cinema Italiano e interpretato da Vittorio Gassman, che viene presentato al Festival di Venezia alla stampa internazionale.

## I retroscena
Sulla genesi del video fa testo quanto scrive Stefano Rolando nella sua autobiografia, riportando uno scambio preliminare di mail fra lui e Corrado Farina, sceneggiatore e regista designato alla realizzazione; un piccolo epistolario “che dà la misura di una modalità lavorativa ma che entra anche nella passione di entrambi per il cinema e per ciò che il cinema aveva rappresentato nell'identità italiana” .
[Nella sostanza, Farina gli invia tre proposte: la prima si basa su testimonianze di personaggi del cinema italiano di oggi che raccontano il cinema italiano di ieri; la seconda su un montaggio di sequenze di Cabiria di Giovanni Pastrone con le didascalie originali sostituite da didascalie che parlano delle iniziative istituzionali sul centenario (come se fossero dialoghi fra i personaggi del film); la terza su un montaggio grazie al quale Gassman racconta la storia del cinema italiano a una platea composta da attori del cinema di tutti i tempi e di tutti i Paesi.
Rolando risponde:] “Se la seconda l'hai indicata per poi farmi venire i sensi di colpa perché siamo costretti a fare scelte meno impegnative, allora ti dico: sei tu il regista, scegli (...). Ma io ti devo anche dire che ci deve essere compatibilità con la firma istituzionale di questa cosa (...) A spanne quindi indicherei la prima”.
[Farina risponde a sua volta:] “Stefano, il regista sono io ma tu conosci i tuoi polli. La prima mi sembra la più ovvia; la seconda è carina ma limita molto l'utilizzo della voce di Gassman; la terza consente di fare un gioco di montaggio inedito e molto divertente. Io sceglierei la terza”.
[Rolando taglia la testa al toro: ]“Perfetta mediazione! Manderei una nota ai soggetti interessati al “centenario” dicendo che è partita la lavorazione ecc. ecc., e fornirei qualche spunto sull'impianto di contenuto...”
[Ed ecco lo “spunto” fornito da Farina:] “Niente effetti speciali. Basterà ricorrere a un montaggio che tenga conto di tutte le leggi codificate a suo tempo da Eisenstein & Co, ricorrendo a una serie di brevissimi “piani d'ascolto” estrapolati da film in cui qualcuno, seduto in platea, sta assistendo a uno spettacolo. Non importa se nel film originale si trattava di uno spettacolo cinematografico, teatrale o musicale: quello che importa è che il montaggio renda plausibile la presenza dei vari attori all'interno di un'unica sala, che idealmente diventa quella in cui VG sta parlando. Credo che sia un modo assolutamente inedito di utilizzare il cosiddetto “materiale di repertorio” (...) e che possa venirne fuori una cosa molto divertente”.

## Il film

### L'incipit
Davanti a un grande edificio tra il finto egiziano e il finto barocco i riflettori spazzano il cielo e la folla aspetta di vedere i più grandi attori del mondo che lì stanno convenendo per ascoltare Vittorio Gassman. Scendono dalle macchine fra gli altri, bersagliati dai flash dei fotografi, Orson Welles, Gene Kelly, Arnold Schwarzenegger, Donald O' Connor, Kevin Costner, Whitney Houston. Clark Gable saluta a distanza Greta Scacchi. Tra la folla si riconosce Jerry Lewis. Entrano nel foyer Charlotte Rampling, Greta Garbo, Robert De Niro, Laurence Olivier, Marilyn Monroe, Robert Taylor, Arletty e Jean Louis Barrault. Fra gli invitati ci sono Cher, Stan Laurel, Oliver Hardy, James Finlayson, Tim Robbins, Malcolm Mc Dowell, Eric Campbell, Charlie Chaplin e Gérard Depardieu. Prendono posto in platea, nei palchi e nel loggione Mel Ferrer, Janet Leigh, Groucho Marx, Margaret Dumont, Glenn Close, Uma Thurman, Richard Gere, Julia Roberts, Cybill Shepherd, Pierre Brasseur, Nastassja Kinski e Moira Shearer. C'è perfino, accolto con deferenza da tutti, Jeffrey Jones nei panni dell'Imperatore d'Austria. In ritardo arrivano Cary Grant e Ingrid Bergman, suscitando la riprovazione di Adolphe Menjou. Al guardaroba e dietro le quinte sorvegliano i preparativi Sean Connery, Emil Jannings e Catherine Deneuve. 
Sul palco si accende un occhio di bue, una musica annuncia l'inizio dello spettacolo e il brusio della sala si riduce fino a scomparire. Da una tenda di velluto rosso esce sul palco Vittorio Gassman, accolto da un applauso scrosciante.
- Grazie e buonasera a tutti! – esordisce Gassman - Che bella vista... che bella vista questo teatro strapieno, platea, palchi, anche il loggione, “le paradis” per dirla alla francese... C'è un'aria di festa. Tra l'altro, un pubblico non solo quantitativamente ma anche qualitativamente eccezionale, tra cui riconosco alcune facce ben note, con cui ho lavorato, che ho conosciuto, altre che non ho avuto il piacere di conoscere ma che come voi ho ammirato da spettatore... Una grande festa... per chi? Lo sappiamo tutti: per il centenario del Cinema...

### La parte centrale
Dopo aver elencato le istituzioni che partecipano all'evento (suscitando educati sbadigli nell'Imperatore) Gassman incomincia a ripercorrere i momenti salienti della storia del cinema italiano. Alle sue spalle, su un grande schermo, scorrono le immagini dei film di cui parla, da Cabiria a La cena delle beffe, da Roma città aperta a I soliti ignoti, da L'ultimo imperatore a Nuovo Cinema Paradiso. Fra il pubblico che interagisce, manifestando a seconda dei casi ilarità o commozione, si riconoscono Franco Fabrizi, Franco Interlenghi, Riccardo Fellini, Leopoldo Trieste, Alberto Sordi, Humphrey Bogart, Robert Stack, Maurice Chevalier, Spencer Tracy, Woody Allen, Ginger Rogers, Bob Hoskins, Mia Farrow, Rudol'f Nureev, Dirk Bogarde, William Golden, Gloria Swanson, Geena Davis, William Hurt, Michelle Pfeiffer, Michael Jackson, Debbie Reynolds, Tom Hulce, Alida Valli e perfino Betty Boop e Roger Rabbit. In cabina di proiezione, Massimo Troisi ha sostituito Erich von Stroheim.

### La conclusione
Il racconto di Gassman si conclude con l'ironica “lettera di un mitomane a Cinecittà”, scritta da Ennio Flaiano. Alla fine di questa, l'Imperatore d'Austria si alza in piedi applaudendo e tutti gli spettatori ne seguono l'esempio, in una trionfale “standing ovation”. Dal loggione piovono su platea e palcoscenico manifestini e mazzolini di fiori tricolori. Gassman si inchina, ringrazia, e quando riconosce all'interno di un palco Alida Valli prende uno dei mazzolini di fiori e glielo lancia. La Valli lo prende al volo, con un sorriso di commiato amichevole.
I titoli di coda si aprono con l'elenco degli attori: molto probabilmente nessun film, nella storia del Cinema, ha mai avuto un cast così “de luxe”.
A parte le inquadrature in cui compare Gassman, realizzate all'interno del Teatro Argentina di Roma, tutto il video è composto da singole inquadrature o da sequenze di film.

## Le reazioni
Presentato al Festival di Venezia la mattina del 7 settembre 1994 alla presenza di Vittorio Gassman e del sottosegretario alla Presidenza del Consiglio Gianni Letta, il video suscita unanimi consensi, che sui quotidiani del giorno successivo vengono però surclassati dalla polemica suscitata in sala da uno spettatore, il quale accusa il sottosegretario di avere volontariamente escluso dal video i film di Pier Paolo Pasolini per ragioni politiche. Letta spiega di non avere non solo influito ma neppure minimamente partecipato alla realizzazione del video, come confermano Stefano Rolando e Corrado Farina, che si impegnano a inserirci (come avverrà a breve termine) una sequenza di Il Vangelo secondo Matteo. Ma questo non impedisce che il giorno dopo i giornali si sbizzarriscano in titoli come “Il cinema in festa si dimentica di Pasolini” (Corriere della Sera), “Una festa alla quale non è invitato Pasolini” (Il Messaggero) o ”Dimenticati Pasolini, Ferreri, Amelio” (La Stampa).